# (35333) 1997 EW55
1997 إي دابليو 55 (ويعرف أيضًا باسم (35333) 1997 إي دابليو 55 وفق تسمية الكوكب الصغير) (بالإنجليزية: 1997 EW55)‏ هو كويكب ضمن حزام الكويكبات؛ وترتيبه 35333 من حيث الاكتشاف.
اكتُشف هذا الجُرم الفلكي بواسطة إيريك والتر إلست في 10 مارس 1997.

## وصلات خارجية
- (35333) 1997 EW55 في قاعدة بيانات مختبر الدفع النفاث لأجرام النظام الشمسي الصغيرة

- الاكتشاف · مخطط المدار ·  العناصر المدارية · المعلمات المادية

- (35333) 1997 EW55 على موقع ويكي سكاي: DSS2, SDSS, GALEX, IRAS, Hydrogen α, X-Ray, Astrophoto, Sky Map, Articles and images